# Першотравенська сільська рада (Магдалинівський район)
Першотра́венська сільська́ ра́да — колишній орган місцевого самоврядування в Магдалинівському районі Дніпропетровської області. Адміністративний центр — село Першотравенка.

## Загальні відомості
- Населення ради: 813 особи (станом на 2001 рік)

## Населені пункти
Сільській раді підпорядковані населені пункти:
- с. Першотравенка

## Склад ради
Рада складається з 16 депутатів та голови.
- Голова ради: Костюк Людмила Миколаївна
- Секретар ради: Кириченко Світлана Анатоліївна

### Керівний склад попередніх скликань
| Прізвище, ім'я, по батькові    | Основні відомості                                                         | Дата обрання | Дата звільнення |
| ------------------------------ | ------------------------------------------------------------------------- | ------------ | --------------- |
| Клименко Павлина Володимирівна | Сільський голова, 1963 року народження, член Народної партії              | 26.03.2006   | 27.11.2006      |
| Костюк Людмила Миколаївна      | Сільський голова, 1962 року народження, освіта вища, позапартійна         | 04.03.2007   | 31.10.2010      |
| Костюк Людмила Миколаївна      | Сільський голова, 1962 року народження, освіта вища, член Партії регіонів | 31.10.2010   |                 |

Примітка: таблиця складена за даними сайту Верховної Ради України

### Депутати
За результатами місцевих виборів 2010 року депутатами ради стали:

#### За суб'єктами висування
| Суб'єкт висування           | Кількість обраних депутатів | %    |
| --------------------------- | --------------------------- | ---- |
| Партія регіонів             | 13                          | 81,3 |
| Комуністична партія України | 2                           | 12,5 |
| Самовисування               | 1                           | 6,3  |

#### За округами
| № округу                    | Прізвище, ім'я, по батькові    | Дата визнання обраним | Освіта  | Партійна приналежність | Відомості про обраного депутата                            |
| --------------------------- | ------------------------------ | --------------------- | ------- | ---------------------- | ---------------------------------------------------------- |
| Комуністична партія України |                                |                       |         |                        |                                                            |
| 11                          | Мережко Петро Васильович       | 03.11.2010            | вища    | позапартійний          | пенсіонер                                                  |
| 14                          | Кудлай Віталій Вікторович      | 03.11.2010            | вища    | позапартійний          | приватний підприємець                                      |
| Партія регіонів             |                                |                       |         |                        |                                                            |
| 1                           | Джаненко В'ячеслав Георгійович | 03.11.2010            | вища    | позапартійний          | Першотравенська загальноосвітня школа, вчитель             |
| 2                           | Грисенко Світлана Павлівна     | 03.11.2010            | середня | член Партії регіонів   | тимчасово не працює                                        |
| 4                           | Тятькова Лілія Леонтіївна      | 03.11.2010            | середня | член Партії регіонів   | тимчасово не працює                                        |
| 5                           | Ягольник Ніна Петрівна         | 03.11.2010            | середня | член Партії регіонів   | тимчасово не працює                                        |
| 6                           | Дурдука Олександр Сергійович   | 03.11.2010            | вища    | член Партії регіонів   | приватний підприємець                                      |
| 7                           | Кучуб Володимир Іванович       | 03.11.2010            | середня | член Партії регіонів   | Першотравенська загальноосвітня школа, вчитель             |
| 8                           | Губина Олександр Миколайович   | 03.11.2010            | вища    | член Партії регіонів   | тимчасово не працює                                        |
| 9                           | Губина Микола Васильович       | 03.11.2010            | вища    | член Партії регіонів   | пенсіонер                                                  |
| 10                          | Приймак Віра Петрівна          | 03.11.2010            | середня | член Партії регіонів   | Першотравенська сільська рада, головний бухгалтер          |
| 12                          | Костюк Микола Степанович       | 03.11.2010            | вища    | член Партії регіонів   | водій                                                      |
| 13                          | Синявська Ніна Іванівна        | 03.11.2010            | вища    | член Партії регіонів   | Першотравенська загальноосвітня школа, директор            |
| 15                          | Кириченко Світлана Анатоліївна | 03.11.2010            | вища    | член Партії регіонів   | Першотравенська сільська рада, секретар                    |
| 16                          | Негруб Василь Іванович         | 03.11.2010            | середня | член Партії регіонів   | тимчасово не працює                                        |
| Самовисування               |                                |                       |         |                        |                                                            |
| 3                           | Кандела Алла Василівна         | 03.11.2010            | середня | позапартійна           | Магдалинівський територіальний центр, соціальний працівник |